# Рішко Микола Іванович
Микола Іванович Рішко (* 13 грудня 1906, Драгово — 17 березня 1994, Ужгород) — закарпатський поет, учитель.

## Біографія
Закінчив Пряшівську учительську семінарію у Словаччині в міжвоєнний час (1930), а потім філологічний факультет Ужгородського університету. 
Автор збірок віршів «Гірські вітри» (1936), «Заграли струни» (1960) тощо.